# Jean-Luc persécuté (téléfilm)
Pour les articles homonymes, voir Jean-Luc persécuté.

Jean-Luc persécuté est un téléfilm suisse réalisé par Claude Goretta et diffusé en 1966 à la Télévision suisse romande et à la télévision française en 1967. Ce film est tiré du roman de Charles-Ferdinand Ramuz.

## Synopsis
Jean-Luc, paysan de montagne, a épousé Christine. Celle-ci a accepté ce mariage parce que l'homme qu'elle aimait, Augustin, est parti. Jean-Luc le sait mais il espère que la naissance d'un enfant leur permettra une vie commune possible. Malheureusement, le quotidien entre les travaux des champs et la messe du dimanche, détruit leur entente. Après le retour d'Augustin, Christine devient sa maîtresse et Jean-Luc le découvre. Il chasse Christine et reste seul avec leur enfant mais ce dernier se noie peu après dans un étang. Refusant de croire en la mort de son fils, Jean-Luc sombre dans la folie. Quand quelques années plus tard, il revoit Christine avec l'enfant d'Augustin, par jalousie, il tue la mère et l'enfant, avant de se donner la mort.

## Fiche technique
- Titre : Jean-Luc persécuté
- Réalisation : Claude Goretta
- Scénario : Claude Goretta, Georges Haldas
- Musique : Eric Bujard, Guy Bovet
- Photographie : André Gazut
- Pays :  Suisse
- Format : noir/blanc - Format 16 mm
- Genre : drame
- Durée : 92 minutes (1 h 48)
- Date de diffusion : 1966

## Distribution
- Maurice Garrel : Jean-Luc Robille
- Frédérique Meininger : Cristine
- Philippe Mentha : Augustin
- Marc Fayolle : Nanche
- Jacqueline Burnand : Marie
- José Descombes : Joseph
- Gérard Carrat : Romain
- Georges Wod : Laurent
- Maurice Aufair : Pierre-François
- André Cellier : Maréchal

## Tournage
Le téléfilm a été tourné dans Val d'Hérens (pron. “airain”) dans les villages d'Evolène, Les Haudères, La Sage et Villaz. le tournage dura cinquante-neuf jours.